# Cai Zelin
Det här är en artikel om en person med kinesiskt personnamn; Cai är familjenamnet.
Cai Zelin (förenklad kinesiska: 蔡泽林; traditionell kinesiska: 蔡澤林; pinyin: Cài Zélín), född 11 april 1991, är en kinesisk gångare.

## Karriär
Vid olympiska sommarspelen 2012 i London slutade Cai på fjärde plats på 20 kilometer gång. Han blev olympisk silvermedaljör på 20 kilometer gång vid sommarspelen 2016 i Rio de Janeiro. Vid olympiska sommarspelen 2020 i Tokyo slutade Cai på 26:e plats på 20 kilometer gång.